# 土佐加茂駅
土佐加茂駅（とさかもえき）は、高知県高岡郡佐川町加茂にある、四国旅客鉄道（JR四国）土讃線の駅である。駅番号はK11。

## 歴史
- 1924年（大正13年）3月30日：鉄道省の駅として開設[1]。
- 1969年（昭和44年）10月1日：配達取扱廃止[1]。
- 1970年（昭和45年）10月1日：駅員無配置駅となり[2]、同時に手荷物取扱を廃止し小荷物取扱を到着小荷物（特別扱新聞紙に限る。）に限定[1][3]。簡易委託駅化[4]。
- 1987年（昭和62年）4月1日：国鉄分割民営化により、JR四国の駅となる[1]。

## 駅構造
相対式ホーム2面2線を有する地上駅。配線は1線スルーでは無く、分岐側を下り列車が使用する。なお、分岐器の速度制限は下りが60km/h、上りは100km/hである。
駅舎は古い木造駅舎を縮小して作られた簡易なもので、その屋根は曲線状になっている。無人駅。

### のりば
| のりば | 路線    | 方向 | 行先               |
| ------ | ------- | ---- | ------------------ |
| 1      | ■土讃線 | 下り | 須崎・窪川方面     |
| 2      | ■土讃線 | 上り | 高知・土佐山田方面 |

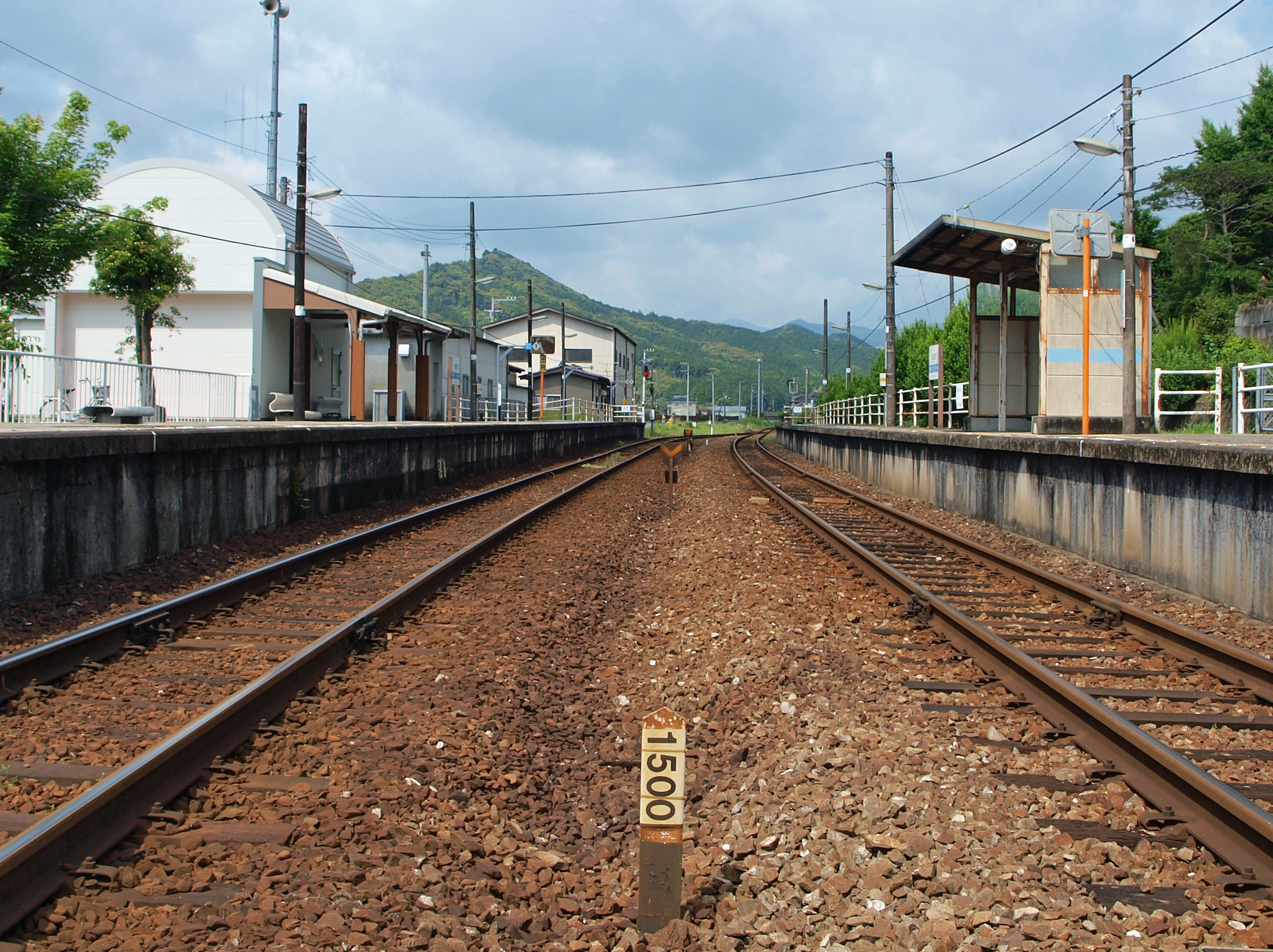
構内踏切より須崎方面を望む（2010年5月）

## 利用状況
1日の平均乗降人員は以下の通り。
| 乗降人員推移 | 乗降人員推移 |
| 年度         | 1日平均人数  |
| ------------ | ------------ |
| 2011年       | 166          |
| 2012年       | 156          |
| 2013年       | 150          |
| 2014年       | 144          |
| 2015年       | 144          |
| 2016年       | 136          |
| 2017年       | 146          |
| 2018年       | 152          |

## 駅周辺
- 日高村佐川町学校組合立加茂中学校
- 日高村佐川町学校組合立加茂小学校

※両校とも、佐川町加茂地区と日高村岩目地地区の児童・生徒が通学する。
- 集落活動センター加茂の里
- 加茂温泉源泉汲場
- 高知県道297号岩目地西佐川停車場線

## 隣の駅
四国旅客鉄道（JR四国）
■土讃線
■普通
岡花駅 (K10) - 土佐加茂駅 (K11) - 西佐川駅 (K12)